# Taux de chômage structurel
Le taux de chômage structurel d'une économie est le taux de chômage d’équilibre, qui est atteint lorsque l'économie est à son niveau d'équilibre, c'est-à-dire lorsqu'il n’y a pas de surproduction (haut du cycle économique) ou de sous-production (bas du cycle).
On peut expliquer le taux de chômage structurel à partir de l'inadéquation entre l'offre et la demande de travail. Aussi, ce taux de chômage d'équilibre dépend de l'importance des rigidités qui empêchent le bon fonctionnement du marché du travail. En ce sens, il intègre le chômage naturel de Milton Friedman et Edmund Phelps — souvent associé au chômage frictionnel —, mais aussi le chômage d'équilibre mis en évidence par la Nouvelle économie keynésienne qui provient de rigidités internes au marché du travail tels que le salaire d'efficience ou les pressions des insiders.
Il est à noter que la notion de chômage structurel est contestée par certains économistes hétérodoxes, qui l’estiment infondée et non démontrée scientifiquement puisque la proportion de chômage structurel n’aurait jamais été réellement mesurée.

## Explication du chômage structurel
On distingue les rigidités qui expliquent l'ensemble du chômage structurel de celles qui n'expliquent que le chômage frictionnel (lequel ne représente qu'une partie du taux de chômage structurel), et enfin les explications liées à l'effet d'hystérèse du chômage, qui correspond à une augmentation durable du taux de chômage d'équilibre.

### Rigidités et chômage structurel
Les rigidités empêchent les salaires réels de s'ajuster en vue d'équilibrer l'offre de travail (de la part des chômeurs) et la demande de travail (de la part des entreprises) selon la théorie standard néoclassique.

#### Rigidités exogènes

##### Cotisations sociales(côté demande de travail)
Plus les cotisations sociales (comme la CSG, la CRDS ou cotisations de sécurité sociale) sont importantes, plus l'employeur doit augmenter le salaire brut afin que le salarié ne subisse pas une dégradation de son salaire net. Par conséquent, le coût d'un salarié augmente d'autant plus que les cotisations sont importantes. L'employeur qui veut maintenir la rémunération de ses actionnaires ou qui désire maintenir son bénéfice pourrait donc vouloir réaliser les ajustements par les quantités, donc licencier.
L'allègement du "coût du travail" qui dépend en partie des cotisations sociales, pourrait selon des économistes libéraux et des Think tank comme l'Institut Montaigne permettre à l'employeur d'embaucher davantage de salariés pour un coût moindre,. Selon cette hypothèse contestée, les cotisations sociales nuisent à la compétitivité des entreprises, ce qui conduirait à un chômage plus important. Ainsi, le dispositif « zéro charge » a été corrélé à une hausse de l'emploi en France. Cependant, de telles mesures augmentent la part d'emplois précaires et de travail à temps partiel et leur impact social et humain est contesté.

##### Modèle DMP (Peter Diamond,Dale MortensenetChristopher Pissarides,prix Nobel2010)
Dans leur modèle, ils reprennent les hypothèses de la théorie du job search. La recherche d'emploi est considérée comme un investissement, car elle a des coûts immédiats (liés à la recherche d'emploi) et des retours sur investissement (un meilleur travail et/ou une meilleure rémunération). Tout ce qui est susceptible d'augmenter le salaire de réservation — c'est-à-dire le salaire à partir duquel le travailleur accepte l'offre d'emploi — augmente la période de prospection, donc le niveau de chômage. Les études convergent pour dire que des indemnisations du chômage plus importantes ainsi que leur faible dégressivité dans le temps ont tendance à augmenter le niveau du chômage,. Par ailleurs, les prestations sociales peuvent avoir un « effet de seuil », ce qui peut décourager le retour à l'emploi des chômeurs : en France ou en Suisse, certains chômeurs peuvent perdre de l'argent en travaillant,,,.

##### Salaire minimum (côté offre de travail)
Le salaire minimum, comme le SMIC en France, joue le rôle d'un prix plancher. En conséquence, la demande de travail étant limitée, certains actifs seront au chômage, parce que leur productivité n'est pas suffisante pour couvrir leur salaire artificiellement élevé par le salaire minimum. 

##### Recours au temps partiel(côté droit du travail).
Aux Pays-Bas, par exemple, le droit du travail oblige les employeurs à répondre favorablement à une demande de temps partiel de l'employé, contrairement à la France où il peut être refusé dans certains cas. Il résulte, en particulier, de ce dispositif que la proportion de travailleurs entrant dans le temps partiel choisi est plus importante, tandis que le taux de recours au temps partiel contraint ou choisi est double de celui de la France. Le taux de recours au temps partiel en France est par ailleurs inférieur à la moyenne des pays de l'Ocde.

#### Rigidités endogènes
Ce sont les rigidités qui proviennent directement des comportements des agents économiques. Elles correspondent à l'explication du chômage d'équilibre dans le modèle WS-PS.

##### Modèle Insider-Outsider (Lindbeck et Snower, 1989)
L'entreprise est très averse au risque, principalement du fait du coût de rotation de la main d'œuvre, et du pouvoir de négociation décentralisé. Ainsi, plutôt que d'embaucher des outsiders prêts à accepter un salaire réel plus faible, les entreprises préfèrent garder les insiders et les rémunérer à un salaire réel plus élevé que celui du niveau concurrentiel.
Le modèle explique donc la persistance du chômage.

##### Les contrats implicites (Azariadis, 1975)
Même situation que le modèle insider-outsider. Il y a information imparfaite, les salariés ne savent pas ce qu'ils vont gagner, ils sont plus averse au risque que les entreprises. Pour partager le risque de façon optimale, les salariés établissent avec l'entreprise un contrat implicite qui permet de garantir le salaire réel à un certain niveau, déconnecté de la conjoncture économique. En période de récession, les salaires réels versés sont supérieurs aux salaires réels conjoncturels (=productivité des salariés), donc les entreprises licencient.
Les travailleurs sont protégés sur le salaire, mais pas sur l'emploi.

##### Lesalaire d'efficience(Shapiro et Stiglitz, 1984)
Situation d'aléa moral: les employeurs ne pouvant pas connaître parfaitement l'effort fourni par le salarié dans son travail. Afin de l'inciter à fournir l'effort maximum, l'employeur paye le salarié un peu plus que ce qu'il peut attendre dans une autre entreprise : ce salaire réel plus élevé que le salaire réel du marché est le salaire d'efficience. Le salarié aura donc tout intérêt à fournir le maximum d'effort de façon à rester dans l'entreprise qui le paie le plus. À l'inverse si son salaire est au niveau du prix d'équilibre du marché, le salarié ne perd rien à changer d'emploi et peut donc "relâcher" ses efforts au travail : c'est le salaire de réservation.
Le taux de salaire entretient donc une relation croissante avec la productivité de l'employé.

##### La négociation salariale (Mc Donald et Solow, 1981; Nickel et Andrews, 1983)
La négociation salariale peut être endogénéisée. La négociation n'est plus décentralisée, elle se fait collectivement par les insiders, contrairement au modèle de Lindbeck et Snower. Les agents ont des stratégies différentes, la détermination du salaire se fait selon la maximisation de fonctions objectives de Nash. La négociation peut porter sur le salaire et l'emploi (modèles des contrats optimaux) ou seulement sur le salaire (modèles des droits à gérer). Les seconds sont plus efficaces sur le plan empirique.
L'hypothèse de décentralisation (d'exclusion des outsiders dans la négociation) fait apparaître une explication de la segmentation du marché du travail (marché stable contre marché précaire), plutôt que la persistance du chômage.

### Rigidités et chômage frictionnel
L'étude des rigidités se situe dans le cadre d'une approche dynamique du marché du travail cherchant à expliquer le chômage frictionnel, c'est-à-dire qui dépend des délais d'ajustements entre offre et demande de travail. Il existe deux types de modèles :

#### Modèles de "Job Search" ou prospection d'emploi (Stigler, 1962)
- Mécanisme : le chômeur est dans un processus de prospection d'emploi. Il existe un différentiel de salaire entre les secteurs de l'économie. L'agent cherche à trouver le meilleur salaire en minimisant ses coûts de recherche[19].
- Type de chômage : le chômage est volontaire puisque l'agent souhaite rester sur le marché du travail pour continuer son processus de recherche[19].

#### Modèles de "Matching" ou appariement (Pissarides, 1990)
- Mécanisme : on cherche à endogénéiser le délai nécessaire pour retrouver un autre emploi. Aussi, le comportement des entreprises n'est pas seulement défini par un salaire réel exogène. La rencontre entre les offreurs et demandeurs de travail se formalise par des fonctions d'appariement (facteurs: nombre de chômeurs et nombre d'emplois vacants selon la courbe de Beveridge qui relie négativement ces deux éléments)[20].
- Type de chômage : le chômage est involontaire, il correspond aux actifs qui recherchent activement un emploi mais qui n'ont pas encore trouvé une offre d'emploi correspondant à leurs compétences[20].